# Clyde Kluckhohn
Clyde Kluckhohn (* 11 de enero de 1905 en Le Mars, Iowa; † 20 de julio de 1960 en Santa Fe, Nuevo México) fue un antropólogo y sociólogo estadounidense. Es conocido principalmente por su trabajo etnográfico a largo plazo entre los navajos y sus contribuciones al desarrollo de la teoría de la cultura dentro de la antropología americana. 
Durante su vida, Kluckhohn fue miembro de la Academia Estadounidense de las Artes y las Ciencias (1944), la Academia Nacional de Ciencias de los Estados Unidos (1952)[2] y la Sociedad Filosófica Estadounidense (1952).
Kluckhohn desarrolló algunas conocidas teorías y modelos sobre cultura; el más famoso es probablemente su modelo de la orientación hacia los valores (Variations in Value Orientations, 1961), que desarrolló junto con su colega Frank L. Strodtbeck y que se publicó póstumamente. También es conocido por sus estudios etnológicos sobre los pueblos navajos de Estados Unidos.
A partir de 1947, se convirtió en el primer director del Centro de Investigaciones Rusas en la Universidad de Harvard, que empleaba técnicas científico-sociales (entrevistas a refugiados, análisis de contenido) con el objetivo de averiguar y frustrar las intenciones soviéticas.